# 戈默斯海姆
戈默斯海姆是德国莱茵兰-普法尔茨州的一个市镇。总面积11.29平方公里，总人口1493人，其中男性737人，女性756人（2011年12月31日），人口密度132人/平方公里。